# Katerînivka, Baștanka
Katerînivka (în ucraineană Катеринівка) este un sat în comuna Kașpero-Mîkolaiivka din raionul Baștanka, regiunea Mîkolaiiv, Ucraina.

## Demografie
Componența lingvistică a localității Katerînivka
     Ucraineană (89,29%)
     Rusă (7,14%)
     Bulgară (1,79%)
     Română (1,79%)
Conform recensământului din 2001, majoritatea populației localității Katerînivka era vorbitoare de ucraineană (89,29%), existând în minoritate și vorbitori de rusă (7,14%), română (1,79%) și bulgară (1,79%).